# 이교선 (1931년)
이교선(1931년 8월 25일~2003년 7월 31일)은 대한민국의 정치인이다. 제5·8대 국회의원을 지냈다.

## 학력
- 경기고등학교 졸업
- 서울대학교 미학 학사

## 경력
- 제5대 국회의원
- 제8대 국회의원

## 역대 선거 결과
|  | 0% |

|  | 24.34% |

|  | 58.26% |